# Mont-Saint-Aignan
Pour les articles homonymes, voir Mont et Saint-Aignan.
Mont-Saint-Aignan est une commune française située dans le département de la Seine-Maritime en région Normandie, connue pour son campus universitaire (14 344 étudiants en 2019) et l'Espace Marc-Sangnier abritant la programmation culturelle de la ville et celle du Centre dramatique national de Normandie-Rouen.

## Géographie

### Localisation
Chef-lieu de canton, la commune est située sur une colline en surplomb et accolée à Rouen. Déville-lès-Rouen est l'autre commune du canton.
La commune fait partie de la Métropole Rouen Normandie.
La ville compte quatre quartiers : la Vatine, le Village (Saint-Aignan), le Mont-aux-Malades et Saint-André.

Mont-Saint-Aignan
Rouen et les communes environnantes
La Seine
Forêts

### Hydrographie
La commune est située dans le bassin Seine-Normandie. Elle n'est drainée par aucun cours d'eau,.

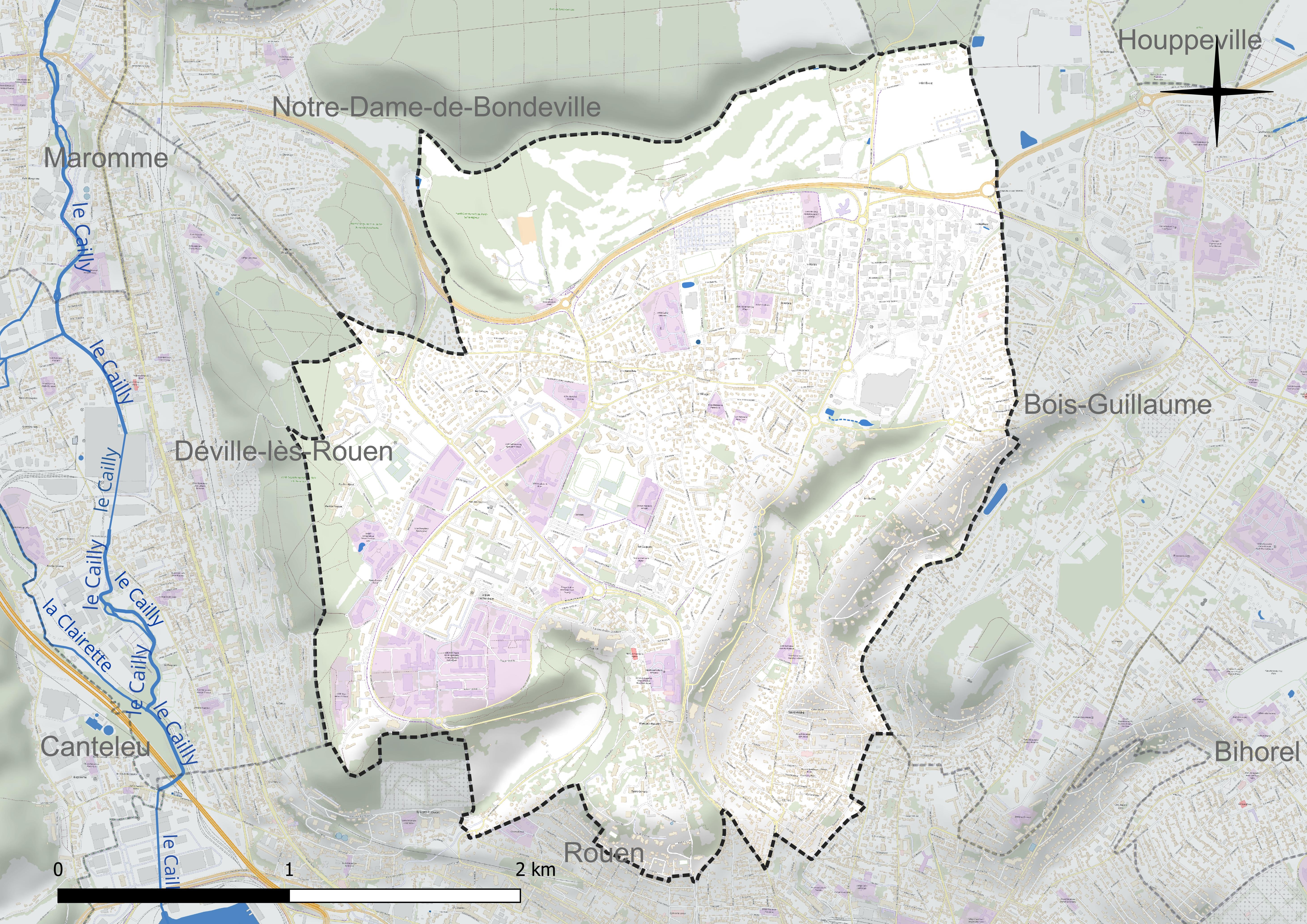
Réseau hydrographique de Mont-Saint-Aignan.

### Climat
Pour des articles plus généraux, voir Climat de la Normandie et Climat de la Seine-Maritime.
En 2010, le climat de la commune est de type climat océanique altéré, selon une étude du CNRS s'appuyant sur une série de données couvrant la période 1971-2000. En 2020, Météo-France publie une typologie des climats de la France métropolitaine dans laquelle la commune est exposée à un climat océanique et est dans la région climatique Côtes de la Manche orientale, caractérisée par un faible ensoleillement (1 550 h/an) ; forte humidité de l’air (plus de 20 h/jour avec humidité relative > 80 % en hiver), vents forts fréquents. Parallèlement le GIEC normand, un groupe régional d’experts sur le climat, différencie quant à lui, dans une étude de 2020, trois grands types de climats pour la région Normandie, nuancés à une échelle plus fine par les facteurs géographiques locaux. La commune est, selon ce zonage, exposée à un « climat maritime », correspondant au Pays de Caux, frais, humide et pluvieux, légèrement plus frais que dans le Cotentin.
Pour la période 1971-2000, la température annuelle moyenne est de 10,5 °C, avec une amplitude thermique annuelle de 13,7 °C. Le cumul annuel moyen de précipitations est de 882 mm, avec 13,2 jours de précipitations en janvier et 8,2 jours en juillet. Pour la période 1991-2020, la température moyenne annuelle observée sur la station météorologique la plus proche, située sur la commune de Rouen à 2 km à vol d'oiseau, est de 12,6 °C et le cumul annuel moyen de précipitations est de 817,9 mm,. Pour l'avenir, les paramètres climatiques de la commune estimés pour 2050 selon différents scénarios d’émission de gaz à effet de serre sont consultables sur un site dédié publié par Météo-France en novembre 2022.

### Milieux naturels et biodiversité
- 80 hectares de forêts.
- Trois grands massifs forestiers : le bois du Cotillet, le bois l'Archevêque et le bois des Compagnons.
- 3 169 arbres en milieu urbain, hors parc et bois, soit l'équivalent de 30 hectares d'espaces boisés.
- Plus de 200 espèces de plantes.
- 121 arbres remarquables recensés en 2015.
- 70 espèces d'oiseaux.
- 20 espèces de papillons.
- De nombreux arbres centenaires : chênes, magnolias, cèdres bleus, désespoir des singes…

## Urbanisme

### Typologie
Au 1er janvier 2024, Mont-Saint-Aignan est catégorisée grand centre urbain, selon la nouvelle grille communale de densité à sept niveaux définie par l'Insee en 2022.
Elle appartient à l'unité urbaine de Rouen, une agglomération inter-départementale regroupant 50  communes, dont elle est une commune de la banlieue,,. Par ailleurs la commune fait partie de l'aire d'attraction de Rouen, dont elle est une commune du pôle principal,. Cette aire, qui regroupe 317 communes, est catégorisée dans les aires de 200 000 à moins de 700 000 habitants,.

### Occupation des sols
L'occupation des sols de la commune, telle qu'elle ressort de la base de données européenne d’occupation biophysique des sols Corine Land Cover (CLC), est marquée par l'importance des territoires artificialisés (92,9 % en 2018), en augmentation par rapport à 1990 (81,6 %). La répartition détaillée en 2018 est la suivante : 
zones urbanisées (57,7 %), espaces verts artificialisés, non agricoles (23,3 %), zones industrielles ou commerciales et réseaux de communication (11,8 %), terres arables (2,9 %), forêts (2,8 %), prairies (1,4 %). L'évolution de l’occupation des sols de la commune et de ses infrastructures peut être observée sur les différentes représentations cartographiques du territoire : la carte de Cassini (XVIIIe siècle), la carte d'état-major (1820-1866) et les cartes ou photos aériennes de l'IGN pour la période actuelle (1950 à aujourd'hui).

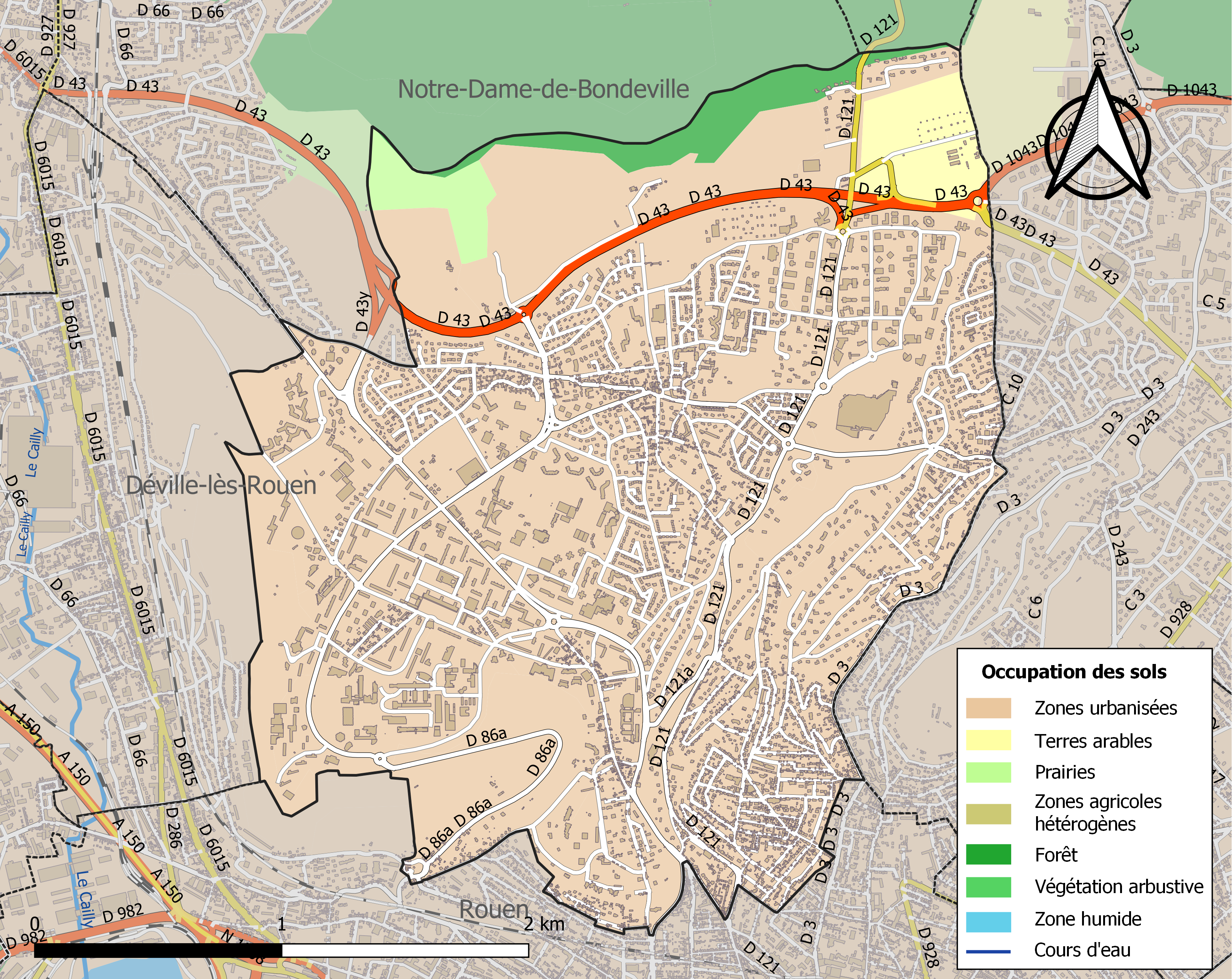
Carte des infrastructures et de l'occupation des sols de la commune en 2018 (CLC).

### Voies de communication et transports
Mont-Saint-Aignan est desservie par la ligne T1 de l'infrastructure TEOR depuis son inauguration en 2002. La ligne relie le campus au centre-ville de Rouen à une fréquence d'un bus toutes les 6 minutes en heure de pointe. Depuis septembre 2010, cette ligne connait notamment une extension de ses horaires le soir (jusqu'à 1 h 30 en semaine, et jusqu'à 2 h 30 le vendredi).
La ligne T1 est complétée par quatre lignes régulières de bus (F2, F7, F8, 10 et 43) dont deux à haute fréquence qui relie le centre commercial La Vatine au centre-ville de Rouen.
Ainsi que les communes aux alentours
Mont-Saint-Aignan est également desservie par le Noctambus, circulant jusqu'à plus d'une heure du matin les dimanches, lundis, mardis, mercredis et jeudis, et circulant jusqu'à un peu plus de 3 h 30 du matin les vendredis, samedis et veilles de jours fériés.

## Toponymie
Le nom de Mont-Saint-Aignan provient des anciennes communes du Mont-aux-Malades et de Saint-Aignan.
Le nom de la localité est attesté sous la forme Sanctum Anianum au XIIe siècle.
L'hagiotoponyme Saint-Aignan se réfère à l'hagionyme Aignan d'Orléans, ancien évêque d'Orléans, saint patron de la paroisse.

## Histoire
Dès l'âge de la Tène finale (Ier siècle av. J.-C. en Gaule), on retrouve des traces d'une activité agricole sur la commune de Mont-Saint-Aignan. Les fouilles effectuées dans le cadre du contournement routier (de Bois-Guillaume) ont mis au jour quatre occupations gauloises et gallo-romaines liées à l'aménagement du territoire rural, parmi lesquelles on retrouve aujourd'hui le site des Bouillons.
En 933, Guillaume Ier Guillaume Longue Epée sortit de la ville de Rouen avec ses partisans pour s'installer sur une colline dite Le Mont aux Malades.
Commune formée au 1819 par la fusion des deux anciennes paroisses de Saint-Aignan (Sanctum Anianum, ancien évêque d'Orléans patron de la paroisse, cité au XIIe siècle) et du Mont-aux-Malades (Monte Infirmorum vers 1251 qui tire son nom d'un établissement hospitalier fondé au XIIe siècle). Une léproserie fut fondée vers 1119 sous la garde d'un prieuré de chanoines réguliers, par dix-neuf paroisses de Rouen sur le mont Saint-Jacques. Elle prit le nom de Mont-des-Lépreux ou Mont-des-Malades. Le prieuré, tombé en commende en 1518, fut dévasté par les protestants en 1562 et ses archives détruites. Henri II y adjoignit en 1176 une église dédiée à saint Thomas de Canterbury dont il espérait ainsi expier le meurtre. Ce prieuré devint église paroissiale en 1790 et servit sous la Révolution aux réunions de la « Société populaire et républicaine du Mont-Libre ».
Au cours de la Révolution française, la commune, alors nommée Mont-aux-Malades, porte provisoirement le nom du Mont-Libre.
En 1815, la commune absorbe une partie de celle voisine de Saint-Denis-de-Bondeville, qui se retrouve partagée entre Notre-Dame-de-Bondeville, Le Houlme, Maromme, Saint-Aignan et Saint-Jean-du-Cardonnay.
En 1819, elle absorbe celle de Saint-Aignan et devient Mont-Saint-Aignan.
Le passé rural de Mont-Saint-Aignan a été bouleversé par une urbanisation rapide à partir des années 1960.

## Politique et administration

### Tendances et résultats politiques
La ville de Mont-Saint-Aignan, tout comme sa voisine Bois-Guillaume, est très ancrée à droite (au sein d'une agglomération rouennaise nettement acquise à la gauche). Néanmoins, dans le cadre d'une élection triangulaire avec un candidat du MoDem, les élections municipales de 2008 ont porté, pour la première fois, une majorité de gauche aux responsabilités.
Lors du second tour des élections législatives de 2012, le candidat de l'UMP, Cyrille Grenot, a obtenu, dans la seule commune de Mont-Saint-Aignan, 17 voix de plus que Valérie Fourneyron, ministre des sports des gouvernements Ayrault et candidate PS, élue au niveau de la circonscription.
Élections présidentielles
Résultats des deuxièmes tours :
- Élection présidentielle de 2007[19]: 56,43 % pour Nicolas Sarkozy (UMP), 43,57 % pour Ségolène Royal (PS), 84,92 % de participation.
- Élection présidentielle de 2012[20]: 52,51 % pour Nicolas Sarkozy (UMP), 47,49 % pour François Hollande (PS), 83,03 % de participation.
- Élection présidentielle de 2017[21]: 84,38 % pour Emmanuel Macron (EM), 15,62 % pour Marine Le Pen (FN), 75,9 % de participation.

Élections législatives
Résultats des deuxièmes tours : 
- Élections législatives de 2007[22]: 51,23 % pour François Guégot (UMP), 48,77 % pour François Zimeray (PS), 62,49 % de participation.
- Élections législatives de 2012[23]: 50,11 % pour Cyrille Grenot UMP), 49,89 % pour Valérie Fourneyron (PS), 61,41 % de participation.
- Élections législatives de 2017 : 60.47 % pour Damien Adam, 39.53 % pour Valérie Fourneyron

Élections européennes
Résultats des deux meilleurs scores :
- Élections européennes de 2009[24]: 35,74 % pour Dominique Riquet (UMP), 19,20 % pour Hélène Flautre (Europe Écologie), 47,85 % de participation.
- Élections européennes de 2014[25]: 30,51 % pour Jérôme Lavrilleux (UMP), 15,84 % pour Gilles Pargneaux (PS), 51,37 % de participation.

Élections cantonales et départementales
Élections municipales
Résultats des deuxièmes tours : 
- Élections municipales de 2008[26]: 46,15 % pour Pierre Léautey (PS), 41,56 % pour Françoise Guégot (UMP), 12,29 % pour Philippe Grigy (MoDem), 58,95 % de participation.
- Élections municipales de 2014[27]: 56,51 % pour Catherine Flavigny (UMP), 43,48 % pour Patrice Colasse (PS), 61,28 % de participation.
- Élections municipales de 2020 (2d tour) : Catherine Flavigny (maire sortante, Union de la droite) : 2 222 suffrages exprimés, 49,98 % ;  Sylvie Nicq-Croizat (EELV, PC) et Alexandre Riou (PS) : 1 596 voix, 35,90 %. Abstention : 64,04 %[28].

Référendums :
- Référendum de 2005 relatif au traité établissant une Constitution pour l'Europe[29]: 64,46 % pour le Oui, 35,54 % pour le Non, 71,57 % de participation (9 787 votants).

### Liste des maires
| Période                                  | Période                    | Identité           | Étiquette    | Qualité |
| ---------------------------------------- | -------------------------- | ------------------ | ------------ | --- |
| Les données manquantes sont à compléter. |                            |                    |              | |
| 1864                                     |                            | Mesnil             |              | |
| 1874                                     |                            | André Gouellain    |              | |
| 1876                                     | 1883                       | Pierre Bazière     |              | |
| 1884                                     | 1894                       | Pierre Bazière     |              | |
| 1897                                     | 1899                       | Henri Frère        |              | Avocat |
|                                          | 1901                       | Houssard           |              | |
| 1902                                     | 1911                       | Barbier            |              | Juge de paix |
| 1913                                     | 1919                       | Alfred Campmas     |              | Directeur des contributions directes |
| 1921                                     | 27 novembre 1925           | Ernest Lesueur     |              | Receveur de rentes |
| Les données manquantes sont à compléter. |                            |                    |              | |
| 1926                                     | 1945                       | William Clamageran |              | |
| Les données manquantes sont à compléter. |                            |                    |              | |
| 1946                                     | 1947                       | Victor Boutrolle   |              | Notaire |
| Les données manquantes sont à compléter. |                            |                    |              | |
| 1953                                     | décembre 1961              | Victor Boutrolle   |              | Notaire |
| décembre 1961                            | juin 1980                  | Alain Brajeux      | MRP          | Avocat |
| juin 1980                                | mars 2001                  | Pierre Albertini   | UDF-PPDF     | Professeur de droit Vice-président du conseil régional de Haute-Normandie (1992 → 1994) Député de la Seine-Maritime (2e circ.) (2007 → 2017) Maire de Rouen (2001 → 2008) |
| mars 2001                                | mars 2008                  | Françoise Guégot   | UDF puis UMP | Consultante en informatique Député de la Seine-Maritime (2e circ.) (1993 → 2007) Vice-présidente de la CA Agglomération de Rouen (2001 → ? )                              |
| mars 2008                                | octobre 2012               | Pierre Léautey     | PS           | Professeur de droit, conseiller général, vice-président du conseil général, président de Seine-Maritime Expansion Démissionnaire                                          |
| octobre 2012                             | 2014                       | Patrice Colasse    | PS           | Président du Centre d'information et de documentation jeunesse (CIDJ) à l'échelle nationale                                                                               |
| 2014                                     | En cours (au 10 août 2020) | Catherine Flavigny | LR           | Professeure d'allemand Réélue pour le mandat 2020-2026, |

### Jumelages
La commune entretient des accords de coopération avec :
- Barsinghausen (Allemagne) depuis 1967 ;
- Edenbridge (Kent) (Angleterre) depuis 1973 ;
- Osica de Sus (Roumanie) depuis 1990 ;
- Brzeg Dolny (Pologne) depuis 2003 ;
- Rouko (Burkina Faso) depuis 2010.

## Équipements et services publics

### Espaces publics
- La ville est labellisée « Ville en poésie », « Ville amie des enfants ».
- La commune a obtenu en 2017 le niveau 3 du label 0 % phyto de la charte d'entretien des espaces publics.
- Depuis le 21 mars 2018, la ville est labellisée « Terre Saine communes sans pesticides ».
- Depuis 2020, Mont Saint Aignan participe à l'initiative « Territoire engagé pour la Nature » qui vise à faire émerger, reconnaître et valoriser des plans d'actions en faveur de la biodiversité portés par des collectivités locales.

### Enseignement
La commune comprend la plus grosse partie du pôle universitaire, et est à ce titre, la ville de France où le taux d'étudiant est le plus élevé.
À sa population d'un peu plus de 21 000 habitants s'ajoutaient auparavant près de 20 000 étudiants. Depuis la répartition des différentes UFR sur l'ensemble de l'agglomération rouennaise, il reste environ 12 000 étudiants sur le campus historique de Mont-Saint-Aignan, principalement à travers l'UFR des lettres et sciences humaines, L'UFR des Sciences de L'Homme et de la Société, le pôle chimie/biologie de l'UFR des sciences, l'Institut régional de chimie organique fine, l'IUT de Rouen, l'UFR des STAPS (sciences et techniques des activités physiques et sportives) et l'ESPE.
Par ailleurs, on peut mentionner aussi la présence d'un centre de formation du CNAM et d'une partie de l'INSA de Rouen.
Depuis 1965, la ville abrite le campus du groupe Rouen Business School, regroupant au sein de NEOMA Business School l'IFI, l'ECAL et l'ISPP.
En 2008, l'Institut polytechnique UniLaSalle (ex ÉSITPA) est venu s'installer à Mont-Saint-Aignan alors que l'ESIGELEC l'a quitté en 2005 au profit de Saint-Étienne-du-Rouvray, campus que l'INSA de Rouen a également rejoint en septembre 2009.
L'enseignement du primaire est assuré par l'école Saint-André, l'école Albert-Camus, l'école Berthelot, l'école du Village, les écoles Pierre-et-Marie-Curie, et l'école Saint-Exupéry.
L'enseignement secondaire est assuré par le collège Jean-de-La Varende.

### Santé
- Centre hospitalier du Belvédère.
- L'EHPAD Boucicaut est l'un des établissements de soins et d'hébergement du Centre hospitalier universitaire de Rouen.

## Population et société

### Démographie
L'évolution du nombre d'habitants est connue à travers les recensements de la population effectués dans la commune depuis 1793. Pour les communes de plus de 10 000 habitants les recensements ont lieu chaque année à la suite d'une enquête par sondage auprès d'un échantillon d'adresses représentant 8 % de leurs logements, contrairement aux autres communes qui ont un recensement réel tous les cinq ans,.

En 2022, la commune comptait 20 188 habitants, en évolution de +6,57 % par rapport à 2016 (Seine-Maritime : +0,35 %, France hors Mayotte : +2,11 %).
| 1793 | 1800 | 1806 | 1821  | 1831  | 1836  | 1841  | 1846  | 1851  |
| ---- | ---- | ---- | ----- | ----- | ----- | ----- | ----- | ----- |
| 625  | 976  | 754  | 1 617 | 1 929 | 2 116 | 2 382 | 2 369 | 2 567 |

| 1856  | 1861  | 1866  | 1872  | 1876  | 1881  | 1886  | 1891  | 1896  |
| ----- | ----- | ----- | ----- | ----- | ----- | ----- | ----- | ----- |
| 2 603 | 2 888 | 3 045 | 2 909 | 2 985 | 3 115 | 3 408 | 3 379 | 3 729 |

| 1901  | 1906  | 1911  | 1921  | 1926  | 1931  | 1936  | 1946  | 1954  |
| ----- | ----- | ----- | ----- | ----- | ----- | ----- | ----- | ----- |
| 4 151 | 4 242 | 4 316 | 4 942 | 5 262 | 5 588 | 5 845 | 6 585 | 7 358 |

| 1962  | 1968   | 1975   | 1982   | 1990   | 1999   | 2006   | 2011   | 2016   |
| ----- | ------ | ------ | ------ | ------ | ------ | ------ | ------ | ------ |
| 9 989 | 16 031 | 19 146 | 19 736 | 19 961 | 21 265 | 20 659 | 19 333 | 18 944 |

| 2021   | 2022   | - | - | - | - | - | - | - |
| ------ | ------ | - | - | - | - | - | - | - |
| 20 066 | 20 188 | - | - | - | - | - | - | - |

### Manifestations culturelles et festivités
- L'espace Marc-Sangnier organise régulièrement des spectacles (danse, musique, théâtre) tout public et jeune public, ainsi que des expositions. Inauguré en septembre 2019 après une longue période de travaux, il accueille en ses lieux la toute nouvelle bibliothèque municipale, l'école municipale de musique, les cours d'art dramatique, les cours de danse ainsi que l'école d'Improvisation Jazz-Christian-Garros (EIJ). Doté de deux salles de spectacle (l'une de 440 places et l'autre de 120 places), il propose à la fois une saison culturelle propre à la ville de Mont-Saint-Aignan et baptisée pour la saison 2020-2021 « La vi[ll]e demain! » mais également une partie de la programmation du Centre dramatique national de Normandie-Rouen dirigé par David Bobée de 2013 à 2021 ainsi que les concerts de jazz organisés par l'école d'improvisation Jazz (« Les Jazz Clubs de l'EIJ »).
- Le cinéma Ariel, classé « art et essai », participe également à divers festivals comme « la Semaine italienne », « À l'Est du nouveau » ou encore « Le Courtivore ». Inauguré le 15 novembre 1968, ce cinéma doté d'une salle unique propose aujourd'hui une programmation sur cinq jours dès le mercredi et des séances Galopins plus particulièrement destinées aux enfants. Des soirées thématiques sont régulièrement organisées qui permettent aux spectateurs de dialoguer et débattre avec des réalisateurs ou des producteurs venus présenter leur travail. Le responsable de ce cinéma poursuit, au travers d'un dispositif d'éducation à l'image soutenu par le pôle Normandie Images[36], un travail d'initiation à la sémiologie de l'image avec les élèves des classes primaires de la commune.

### Sports et loisirs
- Mont-Saint-Aignan Basket Club
- Le Rugby Club Mont-Saint-Aignan au stade Boucicaut
- Golf de Rouen Mont-Saint-Aignan
- Rink hockey
- L'ASRUC (Association Sportive Rouen Université Club), club universitaire dont les installations sont situées sur la commune de Mont-Saint-Aignan, rue de la Croix-Vaubois. Le club est constitué de nombreuses sections (tennis, rugby, hockey sur gazon, judo, apnée, etc.).
- Le Judo club de Mont-Saint-Aignan au centre sportif des Coquets
- Le SUAPS (Service Universitaire des Activités physiques et sportives)

### Médias
- Presse
  - Paris-Normandie (édition de Rouen)
- Radio
  - Radio Campus Rouen

## Économie

### Entreprises et commerces
Le secteur agricole en tant qu'exploitation a totalement disparu de la commune - Il subsiste une seule ferme maraîchère, non exploitée - mais reste présent sur la ville notamment par la coopérative agricole Cap Seine qui y a son siège (plus d'un milliard d'euros de CA en 2013).
- Parc d'activités technologiques de la Vatine : siège de Ferrero France ; siège de la société Replitec (duplication CD, DVD, clés USB et disquettes 3" ½)
- Centre commercial Carrefour La Vatine.

## Culture locale et patrimoine

### Lieux et monuments
- L'ancienne église Saint-Jacques (ruines) est bâtie dans la première moitié du XIIe siècle. Il en subsiste encore la nef, ornée de corbeaux et de chapiteaux. Elle est située près de la mairie actuelle[38]. Elle est inscrite au titre des monuments historiques depuis le 29 mars 1971[39].
- L'église Saint-Thomas-de-Canterbury est inscrite au titre des monuments historiques depuis le 24 novembre 1926[40],[41].
- L'église Sainte-Marie de Mont-Saint-Aignan, située dans le quartier du village (Saint-Aignan)[42].
- L'église Saint-André (fin du XIXe siècle)[43],[44] Ses architectes sont Eugène Barthélémy et Charles Lassire.
- Le musée national de l'Éducation, issu du musée pédagogique créé par décision de Jules Ferry en 1879, est transféré à Rouen dans les années 1970[45].
- Sur le site de l'université, dans le prolongement du boulevard André-Siegfried et avant de redescendre vers Rouen, on trouve un panorama de la ville de Rouen et d'une partie de la vallée de la Seine.

### Personnalités liées à la commune
- Nicolas Marsolet de Saint-Aignan (mort en 1667), aventurier et seigneur en Nouvelle-France.
- Ignace Casimir Goube (1750-1841), maire de Rouen.
- Gustave de Reiset (1821-1905), diplomate, homme de lettres et collectionneur.
- Charles Lenepveu (1840-1910), musicien.
- Jean-Baptiste Morel (1851-1942), avocat et maire de Rouen.
- Léon Hodebert (1852-1914), peintre, y vécut.
- Charles Frechon (1856-1929), peintre.
- Ernest Le Deley (1859-1917), éditeur de cartes postales.
- Narcisse Guilbert (1878-1942), peintre.
- Narcisse Hénocque (1879-1952), peintre, né dans la commune.
- Ernest Cloërec-Maupas (1883-1940), ténor et auteur-compositeur, mort dans la commune.
- Georges Lanfry (1884-1969), entrepreneur et archéologue, né dans la commune.
- Lucien Tesnière (1893-1954), linguiste, né dans la commune.
- Georges Taconet (1889-1962), compositeur, né dans la commune.
- Robert Aubreton (1909-1980), professeur, y vécut.
- Hervé Bazin (1911-1996), écrivain, y a vécu de 1984 à 1992.
- Maurice Cantor (1921-2016), ecclésiastique dissident, fondateur de l'église Sainte-Marie de Mont-Saint-Aignan.
- Pierre Gautiez (1923-2006), peintre ayant vécu dans la commune.
- Gérard Simon (1928-2019), syndicaliste et homme politique ayant vécu dans la commune.
- Claude Le Ber, (1931-), ancien coureur cycliste, né dans la commune.
- Jacques Anquetil (1934-1987), cycliste, né dans la commune.
- Jean-Claude Éloy (1938-), compositeur, né dans la commune.
- Jean-Claude Bateux (1939-), homme politique, né dans la commune.
- Éric Delcroix (1944-), avocat, né dans la commune.
- Thierry Foucaud (1954-), homme politique, né dans la commune.
- Allain Leprest (1954-2011), poète, chanteur.
- Vincent Lagaf' (1959-), animateur de télévision, né dans la commune.
- Pascal Wintzer (1959-), archevêque de Poitiers, curé de la commune de 1989 à 1996[46].
- Franck Haise (1971-), footballeur puis entraîneur, né dans la commune.
- Trantkat (1974-), dessinateur de BD, né dans la commune.
- David Cormand (1974-), homme politique, né dans la commune.
- Élodie Woock (1976-), footballeuse française, née dans la commune.
- François Delarue (1976-), mathématicien, né dans la commune.
- Aurélie Félix (1979-), athlète, née dans la commune.
- Jérôme Pineau (1980-), coureur cycliste, né dans la commune.
- Tiffany Hopkins (1981-), actrice de films X, née dans la commune.
- Tony Parker (1982-), joueur de basket-ball professionnel ; il a donné son nom au gymnase municipal.
- Tatiana-Laurens Delarue (1982-), candidate de téléréalité et animatrice de télévision, né dans la commune.
- Pierric Poupet (1984-), joueur de basket-ball professionnel, né dans la commune.
- Jamel Aït Ben Idir (1984-), footballeur, né dans la commune.
- Sébastien Le Toux (1984-), footballeur, né dans la commune.
- Mathieu Duhamel (1984-), footballeur, né dans la commune.
- Mohamed Sissoko (1985-), footballeur malien, né dans la commune.
- Ousmane Camara (1989-), joueur de basket-ball professionnel, né dans la commune.
- Ugo Legrand (1989-), judoka médaillé olympique de bronze 2012, né dans la commune.
- Naâman (1990-2025), musicien de reggae français, y est né.
- Jérémie Douillet (1991-), joueur de basket-ball professionnel et fils de David Douillet, né dans la commune.
- Flora Coquerel (1994-), Miss France 2014, y est née
- Steve Ambri (1997-), footballeur né dans la commune.
- Sandy Dujardin (1997-), cycliste né dans la commune.
- Bradley Danger (1998-), footballeur né dans la commune.

### Héraldique
| Armes de Mont-Saint-Aignan | Les armes de Mont-Saint-Aignan se blasonnent ainsi : D'or au léopard de gueules accosté de branches de laurier de sinople, les tiges passées en sautoir liées de gueules, au chef endenté d'azur chargé de trois fleurs de lys et de deux demies d'or. Le léopard des armoiries de Mont-Saint-Aignan rappelle les armes de la Normandie. |